# Stichillus
Stichillus is een geslacht van insecten uit de familie van de Bochelvliegen (Phoridae), die tot de orde tweevleugeligen (Diptera) behoort.

## Soorten
- S. adamsi (Brues, 1924)
- S. coronatus (Becker, 1901)
- S. johnsoni (Brues, 1903)
- S. laeticornis Borgmeier, 1962
- S. planipes Borgmeier, 1962
- S. rectilineatus Schmitz, 1952